# Disney’s Aladdin (Computerspiel)
Disney’s Aladdin ist ein von Virgin Games entwickeltes Jump-’n’-Run-Computerspiel zum gleichnamigen Zeichentrickfilm von Disney. Es wurde 1993 zunächst für die Spielkonsole Mega Drive veröffentlicht, später folgten Versionen für Amiga, DOS, Game Boy, Game Boy Color und NES.
Im gleichen Zeitraum erschien von Capcom ein gleichnamiges, inhaltlich nicht identisches Computerspiel zum selben Film für die Spielkonsole SNES. Außerdem veröffentlichte Sega 1994 unter demselben Namen einen inhaltlich ebenfalls abweichenden Titel für Master System und Game Gear, der von SIMS entwickelt wurde.

## Spielprinzip
Der Spieler steuert Aladdin durch Schauplätze, die dem Film entlehnt sind. Palastwachen des Sultans und verschiedene Tiere behindern sein Fortkommen. Aladdin kann sie entweder mit Hilfe eines Säbels (Scimitar) im Nahkampf oder eines begrenzten Vorrats an Äpfeln aus der Ferne bekämpfen. Daneben gibt es Geschicklichkeitspassagen wie das Überspringen von Hindernissen und gefährlichen Abschnitten oder Hüpfpassagen zum Erreichen weiterführender Spielabschnitte. Innerhalb des Levels können verschiedenen Gegenstände wie Äpfel, Edelsteine zum Erwerb von Extra-Leben sowie Genie- und Abu-Symbole eingesammelt werden, mit denen Bonuslevel freigeschaltet werden. Das reguläre Spiel besteht aus zehn Leveln und endet mit der finalen Konfrontation zwischen Aladdin und Jafar.

## Entwicklung
Das Spiel war eine gemeinschaftliche Produktion, in der Sega als Publisher fungierte und Virgin das Spiel in Zusammenarbeit mit Unterstützung durch die Disney-Filmstudios entwickelte. Es war das erste Mal, dass Disney sich aktiv an der Entwicklung eines Computerspiels beteiligte – der Capcom-Titel für SNES entstand bspw. ohne Disneys Unterstützung. Virgin hatte sich mit der Präsentation eines Cel-Animation-Verfahren für Computerspiele an Disney gewandt, woraus letztlich die Idee einer Zusammenarbeit an einem Disney-Filmspiel entstand. Im Januar 1993 begannen zehn Animationskünstler von Disney in Florida mit den Arbeiten. Die Programmierarbeit wurde von Virgins Entwicklerstudio in Irvine (Kalifornien) erledigt. Ziel war eine Veröffentlichung im Oktober desselben Jahres, was als ein sehr straffer Zeitplan wahrgenommen wurde. Die Projektleitung auf Seiten Virgins lag bei David Perry.
Im Vergleich zum Mega Drive erhielten die Fassungen für Amiga und DOS eine verbesserte Spielmusik und bessere Soundeffekte, inhaltlich blieb das Spiel jedoch gleich. Die Fassung für NES wurde von NMS Software entwickelt und später auf den Game Boy portiert. Der französische Publisher Ubisoft erwarb später die Rechte für eine Portierung des Spiels auf den Game Boy Color, durchgeführt vom Entwickler Crawfish Interactive und im November 2000 veröffentlicht. Daneben gab es Pläne für eine Umsetzung auf Sega Mega-CD, die jedoch nie fertiggestellt wurde und lediglich durch retrospektive Analysen des Entwicklercodes bekannt wurde. Die Fassungen für Sega Master und Game Gear, die im selben Jahr erschienen.
2016 wurde das Spiel von Disney auf der Downloadplattform GOG.com zusammen mit den ebenfalls von Virgin Interactive stammenden Filmumsetzungen Das Dschungelbuch und Der König der Löwen wiederveröffentlicht.

## Rezeption
„Wenn’s um Mega-Drive-Spiele geht, kann man fast behaupten ‘Wo Disney draufsteht, ist auch Spielspaß drin’. […] Aladdin setzt der Serie jedoch die Krone auf. Es sieht besser aus, als Quackshot, hat mehr (und bessere) Gags als World of Illusion und ist ideenreicher als alle bisher erschienenen Mega-Drive-Spiele. Ich behaupte sogar, Aladdin ist das beste Mega-Drive-Modul überhaupt.“

„Die Programmierer und Designer haben sich alle Mühe gegeben, wirklich das Allerletzte aus dem Spielkonzept ‚klassisches Jump & Run‘ herauszuholen. Und das ist ihnen ohne Wenn und Aber gelungen. Dieses Game hat das Zeug, zu einem der ganz großen Klassiker zu werden. Aladdin gehört in jede gutsortierte Mega-Drive-Spielesammlung. Uneingeschränkt empfehlenswert.“

„Das ausgereifte Spielprinzip erinnert zwar in weiten Teilen fatal an den Klassiker Prince of Persia und bietet kaum grundlegende Überraschungen. […] Aber allein durch die umwerfende Präsentation gebürt  Aladdin ein Ehrenplatz in jeder gut sortierten Mega Drive-Modulsammlung. Die höchst beeindruckende Animation der Spielfiguren und die vielen Grafikgags tragen deutlich die Handschrift der Disney-Künstler, die für dieses Pracht-Modul selbst Hand anlegten. Auch der Soundtrack gehört zu den orchestralsten Meisterwerken, die je durch die Leiterbahnen des Mega Drive-Musik-Chips gerauscht sind.“

Das Spiel verkaufte sich rund vier Millionen Mal und war damit nach Sonic the Hedgehog und Sonic the Hedgehog 2 der dritterfolgreichste Mega-Drive-Titel. Das britische Spielemagazin Electronic Gaming Monthly zeichnete es als das beste Mega-Drive-Spiel des Jahres 1993 und für die besten Animationen aus.
Andy Eddy von der Zeitschrift Video Games & Computer Entertainment sah in der Kooperation mit Disney den Start für ein zunehmendes Engagement der Filmbranche im Computerspielsektor. David Perry verließ Virgin und gründete im Oktober 1993 mit seinem Team das Entwicklerstudio Shiny Entertainment. Die Entwicklung weiterer Disney-Spieletitel bei Virgin fiel an Eurocom (Das Dschungelbuch) und Westwood Studios (Der König der Löwen). Die Entwicklung einer Fortsetzung wurde von Disney verworfen.